# Tosh McKinlay
Thomas Valley „Tosh” McKinlay (ur. 3 grudnia 1964 w Glasgow) – szkocki piłkarz grający na pozycji lewego pomocnika lub obrońcy.

## Kariera klubowa
Karierę piłkarską McKinlay rozpoczął w szkółce piłkarskiej Celtic F.C., o nazwie Celtic Boys Club. W 1981 roku został piłkarzem Dundee F.C., a w sezonie 1982/1983 zadebiutował w jego barwach w lidze szkockiej, a już w następnym był podstawowym zawodnikiem zespołu. W Dundee występował przez 6 i pół roku, ale nie osiągnął większych sukcesów. W tym okresie rozegrał 162 ligowe spotkania, w których zdobył 8 goli. 7 grudnia 1988 roku Tosh przeszedł do Heart of Midlothian F.C. W klubie z Edynburga, podobnie jak w Dundee, grał w pierwszym składzie i miał pewne miejsce na lewej flance. Tu z kolei grał do jesieni 1994 i wystąpił we 206 ligowych meczach (strzelił w nich 6 bramek).
2 listopada 1994 roku McKinlay wrócił do Celticu. Kosztował 350 tysięcy funtów, a w drużynie z rodzinnego Glasgow zadebiutował 5 listopada w zremisowanym 2:2 w wyjazdowym spotkaniu z Dundee United. W 1995 roku osiągnął swój pierwszy większy sukces w karierze, którym było zdobycie Pucharu Szkocji. Z kolei w sezonie 1995/1996 wywalczył z Celtikiem wicemistrzostwo Szkocji, a rok później powtórzył ten sukces. Z kolei w sezonie 1997/1998 Celtic nie miał sobie równych w kraju, jednak Tosh zaliczył tylko 5 spotkań ligowych. Miał też mniejszy udział w zdobyciu Pucharu Ligi Szkockiej. Zimą 1998 został wypożyczony do angielskiego Stoke City, grającego w Division One, ale latem wrócił do Celtiku zostając z nim po raz kolejny wicemistrzem Szkocji i docierając do finału krajowego pucharu. Po sezonie odszedł z zespołu, dla którego rozegrał 99 spotkań. Trafił wówczas do Grasshopper Club, ale zagrał tam tylko w 4 meczach ligi szwajcarskiej. Jeszcze w trakcie sezonu wrócił do ojczyzny i po pół roku gry w Kilmarnock F.C. zakończył piłkarską karierę.
| Sezon   | Klub                     | Kraj       | Rozgrywki      | Mecze | Bramki |
| ------- | ------------------------ | ---------- | -------------- | ----- | ------ |
| 1982/83 | Dundee F.C.              | Szkocja    | Premier League | 1     | 0      |
| 1983/84 | Dundee F.C.              | Szkocja    | Premier League | 36    | 3      |
| 1984/85 | Dundee F.C.              | Szkocja    | Premier League | 34    | 3      |
| 1985/86 | Dundee F.C.              | Szkocja    | Premier League | 22    | 0      |
| 1986/87 | Dundee F.C.              | Szkocja    | Premier League | 32    | 2      |
| 1987/88 | Dundee F.C.              | Szkocja    | Premier League | 17    | 0      |
| 1988/89 | Dundee F.C.              | Szkocja    | Premier League | 18    | 0      |
| 1988/89 | Heart of Midlothian F.C. | Szkocja    | Premier League | 17    | 1      |
| 1989/90 | Heart of Midlothian F.C. | Szkocja    | Premier League | 29    | 1      |
| 1990/91 | Heart of Midlothian F.C. | Szkocja    | Premier League | 33    | 2      |
| 1991/92 | Heart of Midlothian F.C. | Szkocja    | Premier League | 39    | 2      |
| 1992/93 | Heart of Midlothian F.C. | Szkocja    | Premier League | 34    | 0      |
| 1993/94 | Heart of Midlothian F.C. | Szkocja    | Premier League | 43    | 2      |
| 1994/95 | Heart of Midlothian F.C. | Szkocja    | Premier League | 11    | 0      |
| 1994/95 | Celtic F.C.              | Szkocja    | Premier League | 17    | 0      |
| 1995/96 | Celtic F.C.              | Szkocja    | Premier League | 32    | 0      |
| 1996/97 | Celtic F.C.              | Szkocja    | Premier League | 27    | 0      |
| 1997/98 | Celtic F.C.              | Szkocja    | Premier League | 5     | 0      |
| 1997/98 | Stoke City F.C.          | Anglia     | Division One   | 3     | 0      |
| 1998/99 | Celtic F.C.              | Szkocja    | Premier League | 18    | 0      |
| 1999/00 | Grasshopper Club         | Szwajcaria | Super League   | 4     | 0      |
| 1999/00 | Kilmarnock F.C.          | Szkocja    | Premier League | 15    | 0      |

## Kariera reprezentacyjna
W reprezentacji Szkocji McKinlay zadebiutował 16 sierpnia 1995 roku w wygranym 1:0 spotkaniu z Grecją. W 1996 roku znalazł się w kadrze Szkotów na Euro 96, na którym zagrał we dwóch meczach Szkotów: z Anglią (0:2) i ze Szwajcarią (1:0). W 1998 roku został powołany przez Craiga Browna do kadry na mundial we Francji i podobnie jak na turnieju w Anglii przed dwoma laty także zagrał we dwóch spotkaniach grupowych: przegranych 1:2 z Brazylią i 0:3 z Marokiem, który był jego ostatnim meczem w drużynie narodowej. Łącznie zagrał w niej 22 razy.